# Teugn
Teugn település Németországban, azon belül Bajorországban. Lakosainak száma 1744 fő (2023. december 31.). Teugn Langquaid és Bad Abbach községekkel határos.

## Népesség
A település népessége az elmúlt években az alábbi módon változott:
| Lakosok száma | 631  | 1061 | 1117 | 1220 | 1603 | 1661 | 1724 | 1697 | 1731 | 1744 |
|               | 1875 | 1950 | 1975 | 1987 | 2012 | 2014 | 2016 | 2017 | 2021 | 2023 |